# NGC 3331
NGC 3331 (również PGC 31743) – galaktyka spiralna z poprzeczką (SBc), znajdująca się w gwiazdozbiorze Hydry. Odkrył ją w 1886 roku Frank Muller.